# Théorème C

En physique théorique, spécifiquement en théorie quantique des champs, le théorème-C dit qu'il existe une fonction positive réelle, {\displaystyle C(g_{i}^{},\mu )}, dépendant des constantes de couplage de la théorie quantique des champs considérés, {\displaystyle g_{i}^{}}, et de l’échelle d'énergie, {\displaystyle \mu _{}^{}}, qui a les propriétés suivantes :
- {\displaystyle C(g_{i}^{},\mu )} qui décrit de manière monotone sous l'effet du groupe de renormalisation (GR).
- à des points fixes du groupe de renormalisation, qui sont spécifiés par des couplages de points fixes {\displaystyle g_{i}^{*}}, la fonction {\displaystyle C(g_{i}^{*},\mu )=C_{*}} est constante, indépendamment de l’échelle d'énergie.

## Sources
- (en) Cet article est partiellement ou en totalité issu de l’article de Wikipédia en anglais intitulé « C-theorem » (voir la liste des auteurs).